# Moritz Woelk

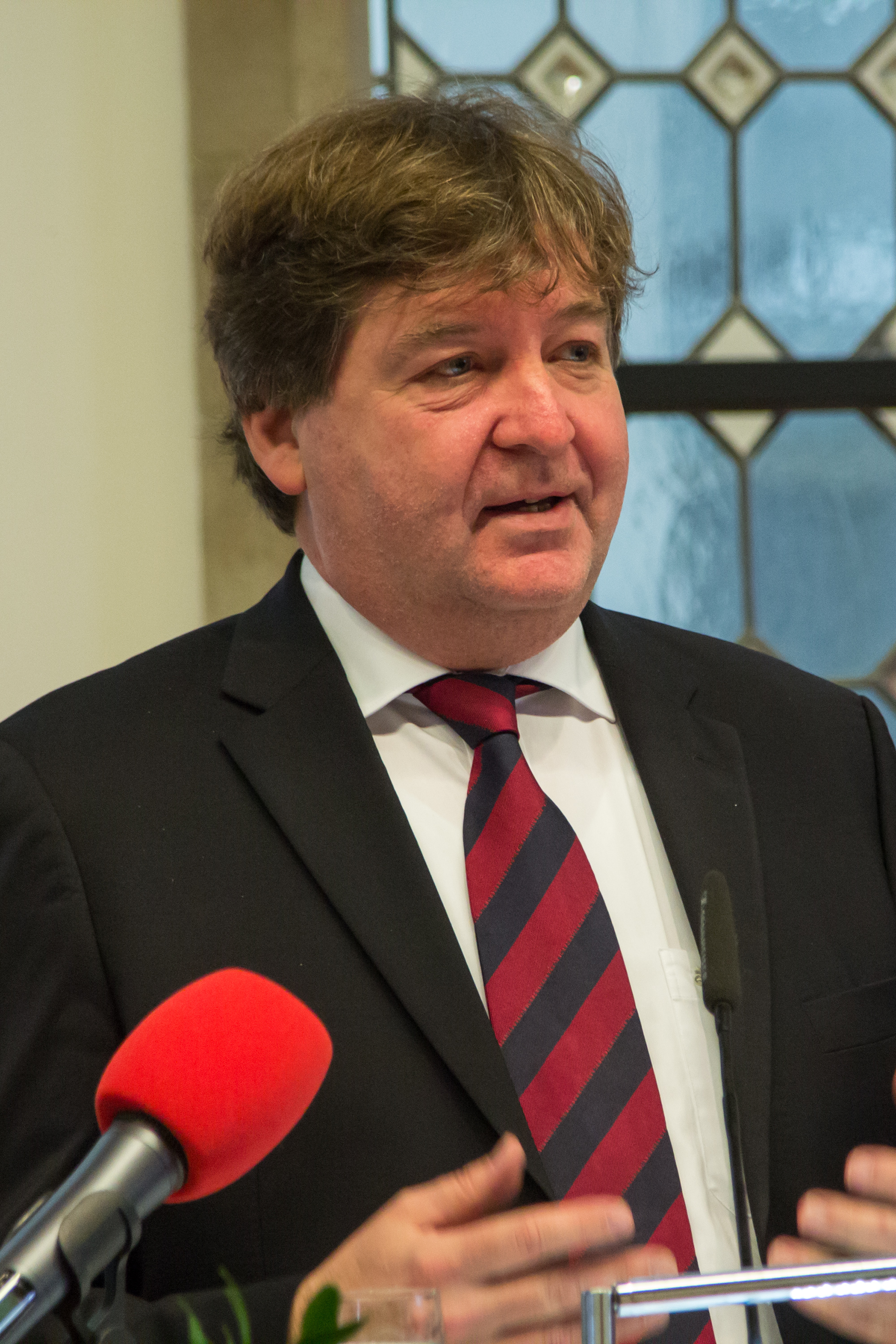
Moritz Woelk (2014)

Moritz Woelk (* 21. Januar 1963 in Stuttgart) ist deutscher Kunsthistoriker und seit Januar 2012 Leiter des Kölner Museums Schnütgen.

## Werdegang
Woelk studierte in Würzburg und Braunschweig Kunstgeschichte, Klassische Archäologie und Geschichte. 1992 wurde er in Würzburg promoviert. Seine Dissertation trägt den Titel Benedetto Antelami: die Werke in Parma und Fidenza.
Woelk war unter anderem beim Städelsches Kunstinstitut  in Frankfurt am Main, beim Hessischen Landesmuseum Darmstadt und von 1999 bis 2001 im Rahmen eines Projektes der Deutschen Forschungsgemeinschaft an der Universität Münster tätig.
Seit September 2001 leitete er die Skulpturensammlung der Staatlichen Kunstsammlungen Dresden; offiziell wurde er im März 2002 in das Amt eingeführt. Im Juli 2011 berief die Stadt Köln ihn zum Direktor des Museums Schnütgen, womit er die Nachfolge der Anfang 2010 pensionierten Hiltrud Westermann-Angerhausen antrat.

## Publikationen
- Benedetto Antelami. Die Werke in Parma und Fidenza (Beiträge zur Kunstgeschichte des Mittelalters und der Renaissance Band 2), Rhema, Münster 1995, ISBN 3-930454-01-7 (zugleich Würzburg, Universität, veränderte Dissertation, 1992)
- Vom Jenseits ins Diesseits – sakrale Bilder des Spätmittelalters aus den Beständen des Hessischen Landesmuseums und aus Privatbesitz; Katalog zur Ausstellung 16. September 1995 bis 12. November 1995 im Hessischen Landesmuseum Darmstadt; Darmstadt 1995, ISBN 3-926527-41-2
- Hessisches Landesmuseum Darmstadt (Hrsg.): Bildwerke vom 9. bis zum 16. Jahrhundert aus Stein, Holz und Ton im Hessischen Landesmuseum Darmstadt Berlin 1999, ISBN 3-496-01204-8
- (mit Astrid Nielsen): Nach der Flut – die Dresdener Skulpturensammlung in Berlin. Begleitbuch zur Ausstellung Nach der Flut – Die Dresdener Skulpturensammlung in Berlin im Martin-Gropius-Bau Berlin vom 22. November 2002 bis 10. Februar 2003. Berlin 2002/2003, ISBN 3-88226-880-8